# کامی سن-سانس
کامی سن-سانس (به فرانسوی: Camille Saint-Saëns‎؛ ۹ اکتبر ۱۸۳۵ – ۱۶ دسامبر ۱۹۲۱) آهنگساز فرانسوی بود.
سن-سانس در کلیسای مادلن پاریس ارگ می‌نواخت و موسیقی او در آغاز، تحت تأثیر فرانتس لیست بود. برخی از مهم‌ترین آثارش شامل اپرای سامسون و دلیله، سمفونی‌ها، کنسرتو برای پیانو شماره‌ی دو، کنسرتو برای ویلنسل شمارهٔ‌یک، پوئم سمفونیک (برای مثال رقص مردگان)، کارناوال جانوران برای دو پیانو و ارکستر مجلسی، موسیقی آوازی، مجلسی، ارگ و پیانو می‌شوند.

## زندگی

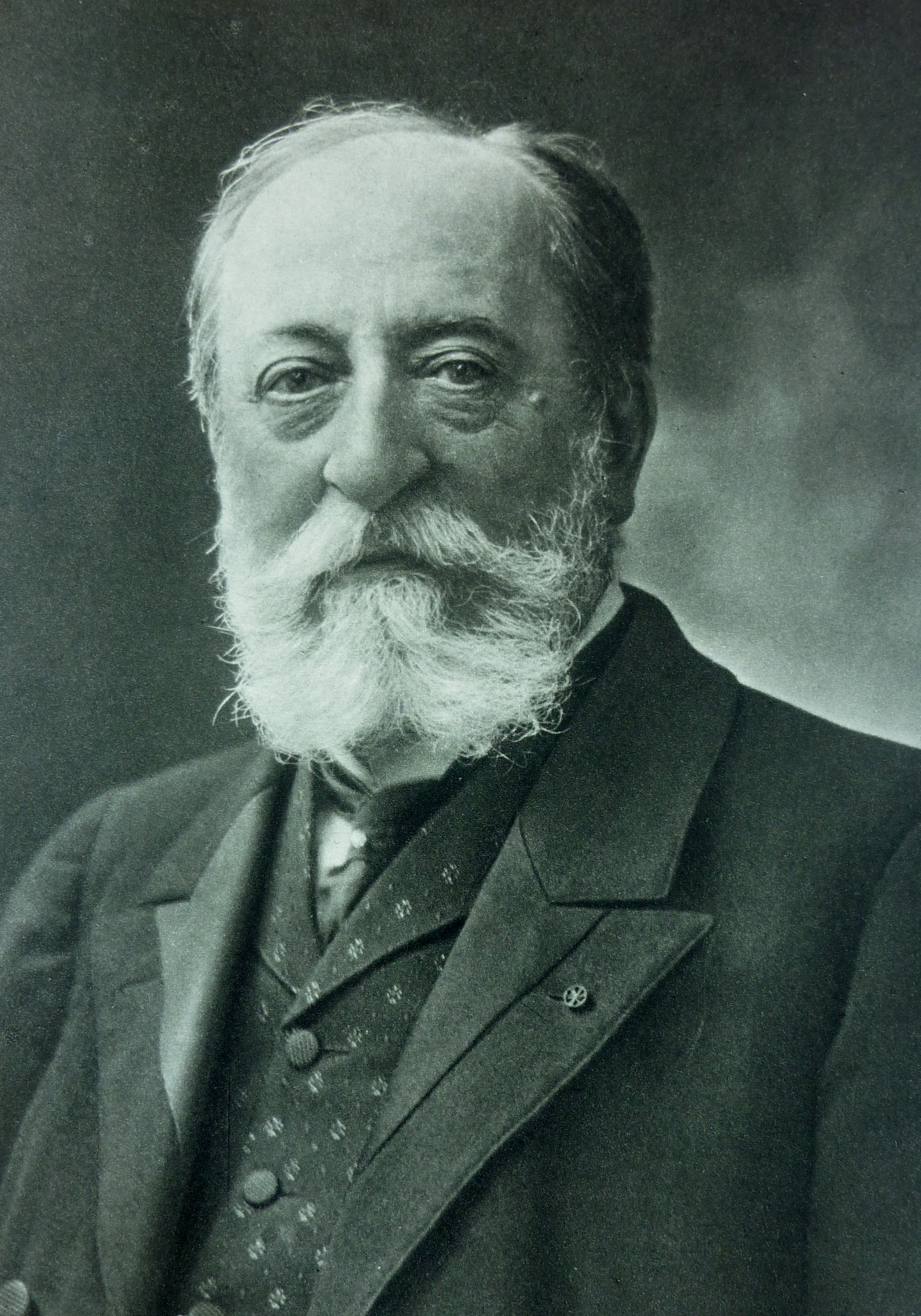
سن-سانس

وی در کودکی نخست، فراگیری پیانو را آغاز کرد و سپس به آموختن آهنگسازی نزد پیِر مِلدِن پرداخت. در یازده سالگی نخستین کنسرت پیانوی خود را برگزار کرد و در آن کنسرتو پیانو شمارهٔ ۳ بتهوون و شمارهٔ ۱۵ موتسارت را اجرا کرد؛ در حالی‌که کادانس این کنسرتو را خودش نوشته بود.
در سیزده‌سالگی وارد هنرستان موسیقی (کنسرواتوار) پاریس شد و با استادانی چون شارل گونو به فراگیری موسیقی ادامه داد. در سال ۱۸۵۱ میلادی در حالی‌که هنوز شاگرد کنسرواتوار بود، موفق به دریافت جایزهٔ رم گردید. در سن هجده‌سالگی به عنوان نوازندهٔ ارگ کلیسای سن مری برگزیده‌شد و به سرعت به شهرت دست پیدا کرد. فرانتس لیست در مورد او در این دوره گفته‌است: «او بهترین نوازندهٔ ارگ در سراسر گیتی است». سن-سانس این عنوان را برای بیست سال از آن خود داشت. او هم‌زمان در تمام این سال‌ها به آهنگسازی ادامه داد و همچنین در انتشار آثار و دفاع از آهنگسازانی چون روبرت شومان، ریچارد واگنر و کریستف ویلیبالد گلوک تلاش بسیاری کرد. او در سال ۱۸۶۱ میلادی به عنوان استاد «مدرسهٔ موسیقی نیدرمیر» (l’École Niedermeyer) برگزیده‌شد و شاگردانی همچون گابریل فوره را تربیت کرد. در سال ۱۸۶۷ میلادی  به خاطر کانتات «عروسی پرومِته» (Les Noces de Prométhée)، برندهٔ جایزهٔ یک مسابقه آهنگسازی شد که گروه داوران آن را، موسیقی‌دانانی چون جواکینو روسینی، هکتور برلیوز، جوزپه وردی و شارل گونو تشکیل می‌دادند.
سن-سانس در سال ۱۸۷۰ میلادی، نقدهای فراوانی را در مجلهٔ «گزت موزیکال» (Gazette musicale) نوشت و در بحث‌های بسیاری با ونسان دندی شرکت کرد. وی در سال ۱۸۸۱ میلادی، به عضویت فرهنگستان هنرهای زیبای فرانسه درآمد و سه سال بعد موفق به دریافت نشان لژیون دونور شد.

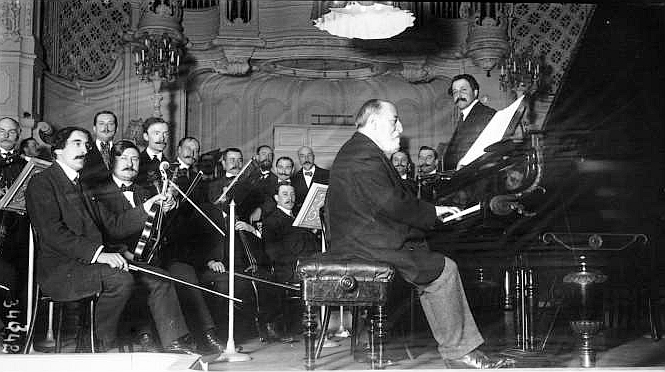
سن-سانس در حال نواختن پیانو در اپرا - پاریس ۱۹۱۳

او به لیست، شومان و واگنر علاقه داشت و با لیست و برلیوز روابط نزدیک و صمیمی داشت. سال‌های نخستین سدهٔ بیستم سالهای پر افتخاری برای سن-سانس بود. او به ریاست فرهنگستان هنرهای زیبا برگزیده شد و نشان‌های متعددی را دریافت کرد. موسیقی سن-سانس از لحاظ تکنیکی بی‌نقص ارزیابی می‌شود. او پوئم سمفونیک را وارد موسیقی فرانسه کرد و عمده شهرت‌اش هم به خاطر همین آثارش است. او در تمام ژانرهای موسیقی آثاری خلق کرده‌است. علاقه‌اش به آثار سمفونیک جالب و قابل ستایش است. او آثار ارکستری فراوانی دارد ولی عمدتاً او را با «کارناوال حیوانات»، «اپرای سامسون و دلیله» و «سمفونی شماره پنج» می‌شناسند. جالب این که کارناوال حیوانات، معروف‌ترین اثر او، در زمان حیاتش هرگز شناخته‌نشد، چون خودش فکر می‌کرد ممکن است اجرای آن به موقعیت هنری‌اش لطمه بزند.

## درگذشت

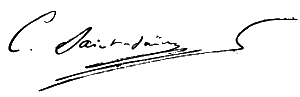
نمونه امضای سن-سانس

سن-سانس در سال‌های پایانی عمر به مسافرت‌های زیادی رفت و سرانجام در حالی که برای آهنگسازی به الجزایر سفر کرده بود، بر اثر ایست قلبی در سن ۸۶ سالگی درگذشت. پیکر او پس از مرگ به پاریس منتقل و در «گورستان مون‌پارناس» (Cimetière_du_Montparnasse) به خاک سپرده‌شد.

## برخی از آثار
- پیش‌درآمد و روندو کاپریچیوزو برای ویولن و ارکستر
- ۱۳ اپرا
- ۵ کنسرتو برای پیانو و ارکستر
- ۳ کنسرتو برای ویولن و ارکستر
  - آثار زیادی برای پیانو، ارگ و موسیقی مجلسی
- اوراتوریوی نوئل (۱۸۵۸)
- اپرای سامسون و دلیله (۱۸۶۸)
- رقص مردگان (۱۸۷۵)
- ۳ سمفونی
- سونات برای کلارینت
- سمفونی شماره ۳ (۱۸۸۶)
- کارناوال جانوران (۱۸۸۶)

### شنیدن آثار
- deezer[پیوند مرده]
- youtube